# Funcție algebrică de gradul al șaptelea

Graficul unui polinom de gradul 7, cu 7 rădăcini reale și 6 puncte critice. În funcție de numărul și pozițiile verticale ale maximelor și minimelor ecuația de gradul al șaptelea ar putea avea 7, 5, 3 sau o singură rădăcină reală. Numărul rădăcinilor complexe este egal cu 7 minus numărul rădăcinilor reale.

În algebră o funcție de gradul al șaptelea este o funcție algebrică definită de un polinom de gradul șapte. Deoarece aceste funcții au un grad impar, graficele lor seamănă cu cele ale funcțiilor algebrice de gradul al cincilea, cu deosebirea că ele pot avea câte un maxim local și un minim local în plus. Derivata unei funcții de gradul al șaptelea este o funcție algebrică de gradul al șaselea.
O ecuație de gradul al șaptelea este o ecuație care egalează un polinom de gradul șapte cu zero:
{\displaystyle ax^{7}+bx^{6}+cx^{5}+dx^{4}+ex^{3}+fx^{2}+gx+h=0}
unde a ≠ 0. Coeficienții  a, b, c, d, e, f, g, h pot fi numere raționale, reale, complexe, sau din orice alt domeniu al matematicii.

## Ecuații de gradul al șaptelea rezolvabile
Unele ecuații de gradul al șaptelea pot fi rezolvate prin factorizare, dar altele nu. Évariste Galois a dezvoltat tehnici pentru a determina dacă o ecuație dată poate fi rezolvată prin radicali sau nu, ceea ce a dat naștere teoriei lui Galois. Un exemplu este ecuația ireductibilă, dar rezolvabilă, de gradul al șaptelea care este o generalizare a ecuației de gradul al cincilea de Moivre
{\displaystyle x^{7}+7\alpha x^{5}+14\alpha ^{2}x^{3}+7\alpha ^{3}x+\beta =0\,},
unde ecuația auxiliară este
{\displaystyle y^{2}+\beta y-\alpha ^{7}=0\,}.
Aceasta înseamnă că ecuația de gradul șapte se obține prin eliminarea u și v între {\displaystyle x=u+v}, {\displaystyle uv+\alpha =0} și {\displaystyle u^{7}+v^{7}+\beta =0}.
Cele șapte rădăcini sunt date de
{\displaystyle x_{k}=\omega _{k}{\sqrt[{7}]{y_{1}}}+\omega _{k}^{6}{\sqrt[{7}]{y_{2}}}}
unde ωk este oricare dintre cele 7 rădăcini ale unității. Grupul Galois al acestei ecuații de gradul al șaptelea este grupul maxim rezolvabil de ordinul 42. Acest lucru se poate generaliza ușor pentru orice alt grad k, nu neapărat prim.
Altă familie rezolvabilă este:
{\displaystyle x^{7}-2x^{6}+(\alpha +1)x^{5}+(\alpha -1)x^{4}-\alpha x^{3}-(\alpha +5)x^{2}-6x-4=0\,}
ai cărei membri apar în Database of Number Fields a lui Kluner. Discriminantul lor este
{\displaystyle \Delta =-4^{4}\left(4\alpha ^{3}+99\alpha ^{2}-34\alpha +467\right)^{3}\,}
Grupul Galois al acestora este grupul diedric de ordinul 14.
Ecuația generală de ordinul șapte poate fi rezolvată cu grupurile alternante sau simetrice Galois A7 sau S7. Astfel de ecuații necesită funcții hipereliptice⁠(d) și funcții theta⁠(d) de genul 3 pentru soluționarea lor. Însă aceste ecuații nu au fost studiate în profunzime de matematicienii din secolul al XIX-lea care studiau soluțiile ecuațiilor algebrice deoarece soluționarea ecuațiilor de gradul al șaselea era deja la limitele posibilităților lor de calcul fără calculatoare.
Ecuațiile de gradul al șaptelea au fost cele de cel mai mic grad pentru care nu era evident că soluțiile lor pot fi obținute prin substituții de funcții de două variabile. În cea de a 13 problemă a sa David Hilbert a conjecturat că asta nu este posibil pentru orice ecuație de gradul al șaptelea. Însă în 1957 Vladimir Arnold a demonstrat cu acest lucru este întotdeauna posibil.